# Фусінь
Фусінь (кит. спр. 阜新市, піньїнь: Fùxīn Shì) — місто-округ в китайській провінції Ляонін. 

## Географія
Фусінь розташовується на півночі провінції.

### Клімат
Місто знаходиться у зоні, котра характеризується вологим континентальним кліматом зі спекотним літом. Найтепліший місяць — липень із середньою температурою 24.4 °C (75.9 °F). Найхолодніший місяць — січень, із середньою температурою -10.7 °С (12.7 °F).
| Клімат Фусіня           | Клімат Фусіня | Клімат Фусіня | Клімат Фусіня | Клімат Фусіня | Клімат Фусіня | Клімат Фусіня | Клімат Фусіня | Клімат Фусіня | Клімат Фусіня | Клімат Фусіня | Клімат Фусіня | Клімат Фусіня | Клімат Фусіня |
| Показник                | Січ.          | Лют.          | Бер.          | Квіт.         | Трав.         | Черв.         | Лип.          | Серп.         | Вер.          | Жовт.         | Лист.         | Груд.         | Рік           |
| Середня температура, °C | −10,7         | −7,5          | 0,5           | 9,8           | 17,4          | 21,8          | 24,4          | 23,1          | 17,1          | 9             | −0,3          | −7,9          | 8,1           |
| Норма опадів, мм        | 2.4           | 3.3           | 7.9           | 25.6          | 38.8          | 77.8          | 153.3         | 113.6         | 54.6          | 28.9          | 7.7           | 3.1           | 517           |
| Днів з опадами          | 2,1           | 2,2           | 3,2           | 5,8           | 7,7           | 11,5          | 13,8          | 11,6          | 7,4           | 6             | 3,7           | 1,7           | 76,7          |
| Вологість повітря, %    | 62.9          | 60.6          | 54            | 50.7          | 52.7          | 64.9          | 77.3          | 76.9          | 67.2          | 62.1          | 63.5          | 62.8          | 63            |
| ----------------------- | ------------- | ------------- | ------------- | ------------- | ------------- | ------------- | ------------- | ------------- | ------------- | ------------- | ------------- | ------------- | ------------- |
| Джерело: Weatherbase    |               |               |               |               |               |               |               |               |               |               |               |               |               |

## Адміністративний поділ
Префектура поділяється на 5 районів та 2 повіти (один з них є автономним):
| Карта                                                                         | Карта         | Карта            | Карта            |
| ----------------------------------------------------------------------------- | ------------- | ---------------- | ---------------- |
| Фусінь-Монгол ① ② ③ ④ ⑤ Чжан'у ① Цінхемень ② Сіхе ③ Хайчжоу ④ Тайпін ⑤ Сіньцю |               |                  |                  |
| Статус                                                                        | Назва         | Оригінал         | Населення (2020) |
| Район                                                                         | Тайпін        | 太平区           | 142 171          |
| Район                                                                         | Сіньцю        | 新邱区           | 66 769           |
| Район                                                                         | Сіхе          | 细河区           | 273 525          |
| Район                                                                         | Хайчжоу       | 海州区           | 234 029          |
| Район                                                                         | Цінхемень     | 清河门区         | 51 394           |
| Повіт                                                                         | Чжан'у        | 彰武县           | 333 643          |
| Автономний повіт                                                              | Фусінь-Монгол | 阜新蒙古族自治县 | 545 749          |